# 科布濟夫卡德魯加
49°12′20″N 35°36′34″E / 49.20556°N 35.60944°E
科布濟夫卡-德魯哈（烏克蘭語：Кобзівка Друга）是位於烏克蘭東部的村莊，由哈爾科夫州别列斯京区的納塔利內市鎮負責管轄。該村始建於1992年，面積0.81平方公里，海拔高度138米，2001年人口113，人口密度每平方公里140人。